# Amedeo da Silva
Amedeo da Silva, o Amedeo di Portogallo, al secolo João Mendes de Silva (1420 circa – Milano, 10 agosto 1482), è stato un religioso portoghese che divenne prima un monaco, poi frate dell'Ordine francescano.
In seguito divenne un riformatore di quell'ordine, fondando un ramo distinto dei Frati Minori che presero il nome di Amadeiti, soppressi da papa Pio V nel 1568 per unirli ai Frati minori osservanti (1568).
La tradizione cattolica lo venera come beato.

## Biografia
João de Menezes da Silva nacque attorno al 1420 forse a Ceuta, in Nordafrica, al tempo città di dominio portoghese. Amedeo mantenne molto riserbo sulle proprie origini durante il trentennio passato in Italia (1452-1482).

Amedeo da Silva iniziò la sua vita religiosa nel monastero dei Geronimici di Santa María de Guadalupe, dove trascorse circa dieci anni.  Desideroso di morire per la fede, si diresse a Granada, ma ottenne solo di essere picchiato con delle verghe. Ancor più determinato, partì per l’Africa, ma una tempesta lo ricondusse in Portogallo. 

Fu accolto nell'ordine francescano nel 1452 e gli fu concesso di recarsi in Italia. Nel Ducato di Milano ebbe fama di guaritore e visionario, tanto che venne coinvolto in missioni delicate e segrete presso vari potenti dal duca Francesco Sforza. Nel 1459 ottenne gli ordini sacerdotali, mentre era ospite nel convento convento di San Francesco e l'anno successivo ottenne il convento di Bressanoro da Bianca Maria Visconti. Negli anni successivi si adoperò per una riforma dell'ordine francescano, malvisto da alcuni contemporanei, come si legge in una lettera del 1470: «Uno Amedeo spagnolo, frate conventuale, fingendo nova osservantia, la quale non fa, con una compagnia di gente fuggitiva, discola, vagabonda, cioè de frati che non sano o non vogliono, prendendo spirito de libertà, vivere né tra noy [Osservanti] né tra Conventuali, fa vista di fare nova famiglia de observanti di sancto Francesco».
A seguito dei contrasti insorgenti in Lombardia tra gli osservanti di Milano, sostenuti dal duca di Milano Galeazzo Maria Sforza, e i frati di taluni conventi nella Repubblica di Venezia, guidati dal frate bresciano Pietro da Capriolo (a capo dei Capriolanti), fu trasferito nel 1472 a Roma, dove gli fu concesso il monastero transtiberino di san Pietro in Montorio.
Morì a Milano nel 1482 lasciando una congregazione assai agguerrita, che cercò di consolidare la propria autonomia nell’Ordine dei frati minori, denominandosi «Amadeitae» in ricordo di Amedeo, che essi, senza riuscirvi, avrebbero voluto santificato.

## Fondazioni
Amedeo da Silva adoperò in fondazioni di numerosi edifici religiosi, tra cui:
- Ducato di Milano:
  - Chiesa di Santa Maria Bressanoro, Castelleone, 1460 [4]
  - Nostra Signora della Pace, Milano, 1476[5]

- Repubblica di Venezia:
  - Convento della santissima Annunciata, Borno, 1469[6]
  - Santa Maria delle Grazie, Quinzano, 1468[2]

## Opere
Opera di Amedeo da Silva fu Apocalypsis nova, ricca di contenuti profetici e visionari, collegati alla tradizione gioachimita e pseudogioachimita.
Il testo, in numerose copie, fu frutto di ampi rimaneggiamenti e integrazioni realizzati sul finire del papato di Giulio II.